# Gle Keunaree
Gle Keunaree är en kulle i Indonesien.   Den ligger i provinsen Aceh, i den västra delen av landet, 1 700 km nordväst om huvudstaden Jakarta. Toppen på Gle Keunaree är 341 meter över havet, eller 294 meter över den omgivande terrängen. Bredden vid basen är 5,9 km.
Terrängen runt Gle Keunaree är kuperad österut, men västerut är den platt.Runt Gle Keunaree är det glesbefolkat, med 18 invånare per kvadratkilometer. I omgivningarna runt Gle Keunaree växer i huvudsak städsegrön lövskog.